# Arremon schlegeli
Tico-tico-d'asa-dourada ou tico-tico-de-asa-dourada (Arremon schlegeli) é uma espécie de ave da família Emberizidae.
Pode ser encontrada nos seguintes países: Colômbia e Venezuela.
Os seus habitats naturais são: florestas secas tropicais ou subtropicais e matagal árido tropical ou subtropical.